# James Moffat Douglas
James Moffat Douglas (26 mai 1839 – 19 août 1920) fermier, fut missionnaire et homme politique du Canada occidental.
Douglas fut élu à la Chambre des communes du Canada pour le district d’Assiniboia East dans l’élection fédérale de 1896 en battant ainsi William McDonald, qui avait été précédemment proclamé membre du parlement dans sa circonscription électorale. 
Douglas gagna sous la bannière du Parti libéral du Canada. En 1900, il fut réélu pour représenter le district pour un second mandat. Il se retira en 1904. Douglas, sur la proposition du premier ministre Wilfrid Laurier, fut nommé le 8 mars 1906 au Sénat du Canada pour représenter la Province de Saskatchewan. 
Il a servi dans le Sénat du Canada en tant que libéral indépendant jusqu’à sa mort le 19 août 1920.